# Fiordo de Roskilde
El fiordo de Roskilde (en danés, Roskilde Fjord) es una entrante del Kattegat en la parte norte de la isla de Selandia (Dinamarca). Se extiende de norte a sur. Con 41,4 km desde su parte más interior hasta la desembocadura, es uno de los fiordos daneses más largos.

## Geografía
Es un fiordo estrecho, de 74 km². Su desembocadura se encuentra en el extremo noroeste, entre la localidad de Kulhuse y Sølager (parte de Hundested), donde une sus aguas con las del Isefjord. Desde ahí tiene una forma alargada y estrecha. En el sur se ensancha y se ramifica en dos. Su parte más interior es la bahía de Lejre, al suroeste. En la rama sureste se encuentra la ciudad de Roskilde, a la cual debe su nombre. La península de Hornsherred separa el fiordo de Roskilde el Isefjord. 
Gran parte de sus aguas es poco profunda, con una media de 5 m, pero otra parte es navegable. A lo largo de la costa hay marismas y depósitos de arena y rocas junto a la playa. Cuenta con unas 30 islas pequeñas e islotes, la mayor de ellas es Eskilsø.

## Vida silvestre
El fiordo de Roskilde es una de las principales áreas de anidación de aves acuáticas y desde 1995 es un área protegida para la vida silvestre. Ello implica la prohibición de la caza y de la navegación con motor en varias zonas del fiordo. El fiordo es un santuario de importancia internacional para el cisne cantor, el cisne vulgar, el porrón moñudo, el porrón osculado, la serreta grande y la focha común.

## Historia

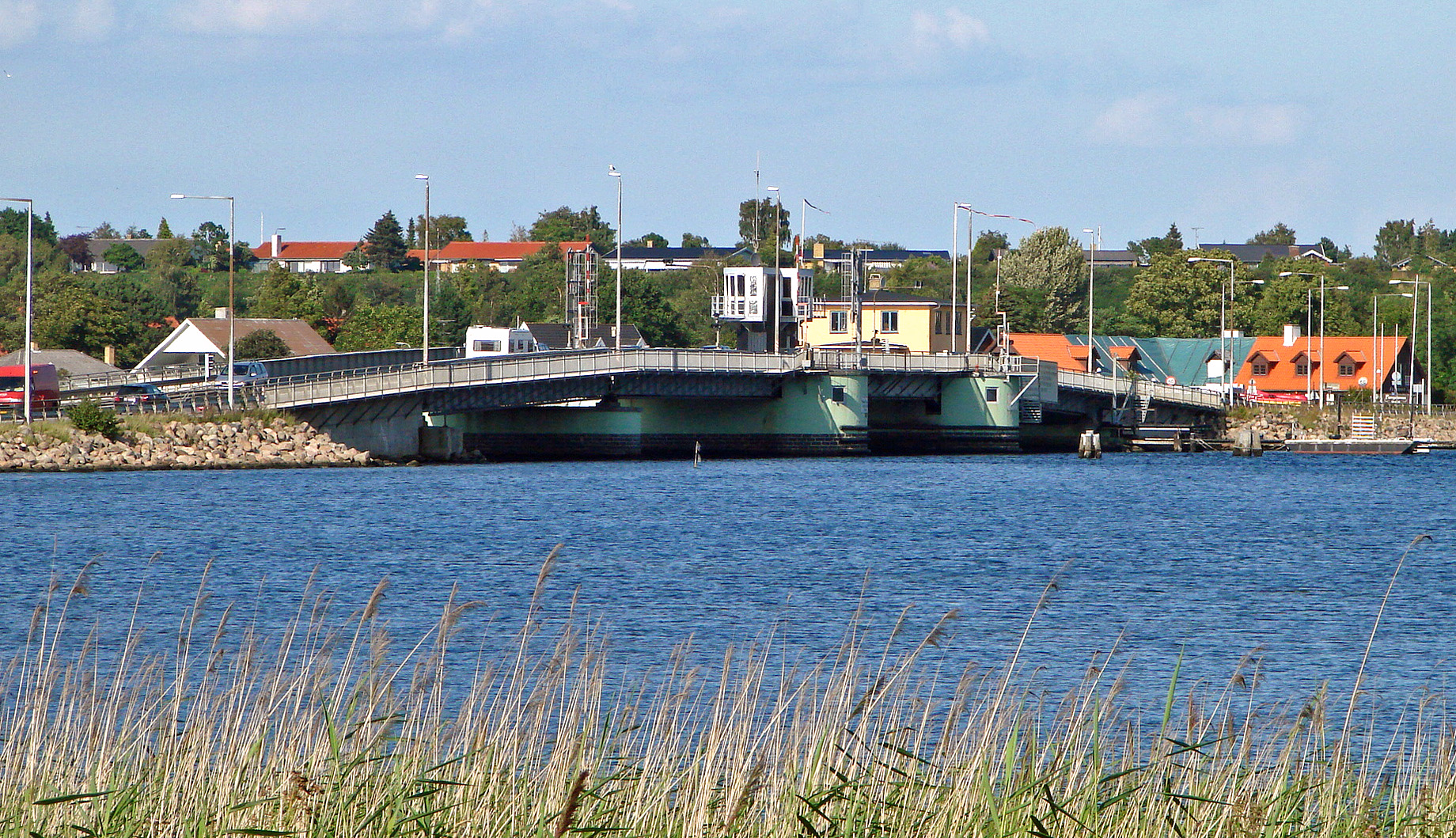
Puente Príncipe Heredero Federico, en Frederikssund.

En la zona ribereña del fiordo de Roskilde hay varios restos de asentamientos de la Edad de Piedra. A mediados del siglo XI, durante la Era Vikinga, cinco barcos fueron hundidos deliberadamente a la altura de Skuldelev para proteger la navegación hacia la ciudad de Roskilde. Esos barcos se descubrieron en 1962 y para su conservación y exhibición se construyó el Museo de barcos vikingos de Roskilde.
En 1717 se inició la construcción del canal Arresø, que une el lago del mismo nombre con el fiordo de Roskilde a través de la ciudad de Frederiksværk. El canal fue construido por soldados daneses y prisioneros de guerra suecos de la Gran Guerra del Norte.
En la segunda mitad del siglo XIX hubo rutas de barcos de vapor en el fiordo entre Roskilde y localidades ribereñas y entre aquella y  Nykøbing Sjælland. La última fase de esa ruta, entre Roskilde y Gershøj, permaneció activa hasta finales de la década de 1950. 
En 1868 se construyó el primer puente sobre el fiordo, el puente Príncipe Heredero Federico, que une la ciudad de Frederikssund con la península de Hornsherred. Originalmente de pontones, en 1935 fue sustituido por el actual puente basculante. Entre 1928 y 1936 hubo un puente ferroviario de 300 m al sur del puente Príncipe Heredero Federico. Entre Kulhuse y Hundested, en la desembocadura del fiordo, hay una ruta de transbordador.